# Divisão Noroeste (NHL)
A Divisão Noroeste da NHL foi formada em 1998 como resultado da expansão de equipes na Conferência Oeste. Foi extinta em 2013 com nova reorganização das equipes.

## Composição Final
Os times que compunham a Divisão Noroeste antes da reorganização de 2013:
- Calgary Flames
- Colorado Avalanche
- Edmonton Oilers
- Minnesota Wild
- Vancouver Canucks

## Composições Anteriores

### Mudanças em relação à temporada 1997-1998
- Todos times são transferidos da Divisão do Pacífico para a Divisão Noroeste

#### 1998-2000
- Calgary Flames
- Colorado Avalanche
- Edmonton Oilers
- Vancouver Canucks

### Mudanças em relação à temporada 1998-1999
- Minnesota Wild é adicionado como time de expansão

#### 2000-2013
- Calgary Flames
- Colorado Avalanche
- Edmonton Oilers
- Minnesota Wild
- Vancouver Canucks

## Campeões da Divisão
- 1999 - Colorado Avalanche
- 2000 - Colorado Avalanche
- 2001 - Colorado Avalanche
- 2002 - Colorado Avalanche
- 2003 - Colorado Avalanche
- 2004 - Vancouver Canucks
- 2005 - Temporada não realizada devido ao Locaute da NHL.
- 2006 - Calgary Flames
- 2007 - Vancouver Canucks
- 2008 - Minnesota Wild
- 2009 - Vancouver Canucks
- 2010 - Vancouver Canucks
- 2011 - Vancouver Canucks
- 2012 - Vancouver Canucks
- 2013 - Vancouver Canucks

## Campeões daStanley CupProduzidos
- 2001 - Colorado Avalanche

## Fonte
- NHL History